# グラミーの殿堂
グラミーの殿堂（グラミーのでんどう、英: Grammy Hall of Fame）は、永続的かつ質的または歴史的に重要な「音楽の録音」を称える名誉の殿堂である。殿堂入り者は、著名で知識豊富な専門家からなる特別会員委員会によって、レコーディング芸術のあらゆる分野から毎年選出されている。グラミーの殿堂は、アメリカのレコーディング・アカデミーによってまとめられ、1973年に設立された。あらゆるジャンルの録音作品（シングルおよびアルバム）が選考対象となり、対象は録音から25年を経過している必要がある。リストへの追加作品は、録音芸術の専門家からなる委員会によって毎年選ばれている。
タイトルごとのアルファベット順リスト:
- List of Grammy Hall of Fame Award recipients (A–D)
- List of Grammy Hall of Fame Award recipients (E–I)
- List of Grammy Hall of Fame Award recipients (J–P)
- List of Grammy Hall of Fame Award recipients (Q–Z)